# Turó del Pi Gros (Castellar del Vallès)
El Turó del Pi Gros és una muntanya de 330 metres que es troba al municipi de Castellar del Vallès, a la comarca del Vallès Occidental.